# Podróż apostolska Pawła VI do Libanu i Indii
II podróż apostolska papieża Pawła VI odbyła się w dniach 2-5 grudnia 1964 roku. Paweł VI odwiedził wówczas Indie oraz Liban. Celem pielgrzymki był udział w Światowym Kongresie Eucharystycznym.
Najważniejsze punkty pielgrzymki:
- krótkie spotkanie z wiernymi i prezydentem Libanu na lotnisku w Bejrucie
- udział w Kongresie Eucharystycznym w Bombaju
- spotkanie z kobietami w katedrze w Bombaju
- spotkanie z przedstawicielami różnych Kościołów i społeczności hinduskich
- spotkanie z władzami przedstawicielami rządu oraz prezydentem
- spotkania z chorymi, sierotami, studentami, ministrantami